# Henry Mark Anthony
Pour les articles homonymes, voir Anthony.
Henry Mark Anthony, né le 4 août 1817 à Manchester Angleterre, mort le 1er décembre 1886, est un artiste peintre Britannique de sujets de genre, paysages animés, paysages d'eau.

## Biographie
Élève de son cousin Georges Wilfred Anthony. Cet artiste est l'un des premiers qui importent en Angleterre la vision artistique des maîtres français de l'École de 1830. De 1834 à 1840, il vit à Paris et à Fontainebleau et entre en relation avec Corot et Dupré, dont il subit l'influence. Il est très apprécié par Madox Brown et le groupe des Préraphaélites. Il expose à Londres, à la Royal Academy, à la British Institution et à Suffolk Street de 1837 à 1884.
Parmi ses toiles on cite : Le lac de Killarney, de 1845 achetée par le prince Albert, Stratford sur Avon en 1855, Coucher de soleil,La Vallée, La fête de la moisson en 1861, et à la galerie d'art à Salford, Le chêne coupé.